# Internationale Nestroy-Gesellschaft

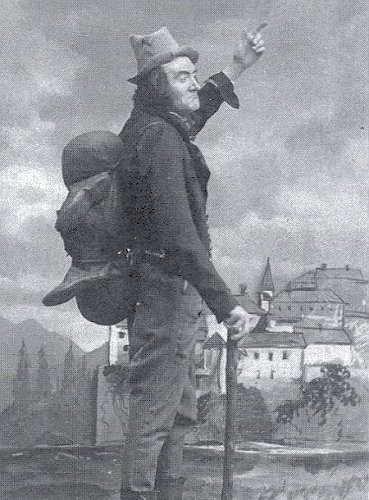
Nestroy als Knieriem

Die Internationale Nestroy-Gesellschaft (ING) wurde im Jahr 1973 gegründet, um die Beschäftigung mit dem Werk von Johann Nestroy (1801–1862) zu fördern. Das Andenken an den österreichischen Komödianten sollte insbesondere in den Bereichen der wissenschaftlichen Forschung und der Aufführungspraxis gepflegt werden.
Sitz der Gesellschaft ist Wien, Präsident war ab 1990 Heinrich Kraus (1923–2018). Seit 2018 ist Othmar Nestroy Präsident der Gesellschaft.

## Vorläufer, Gründung

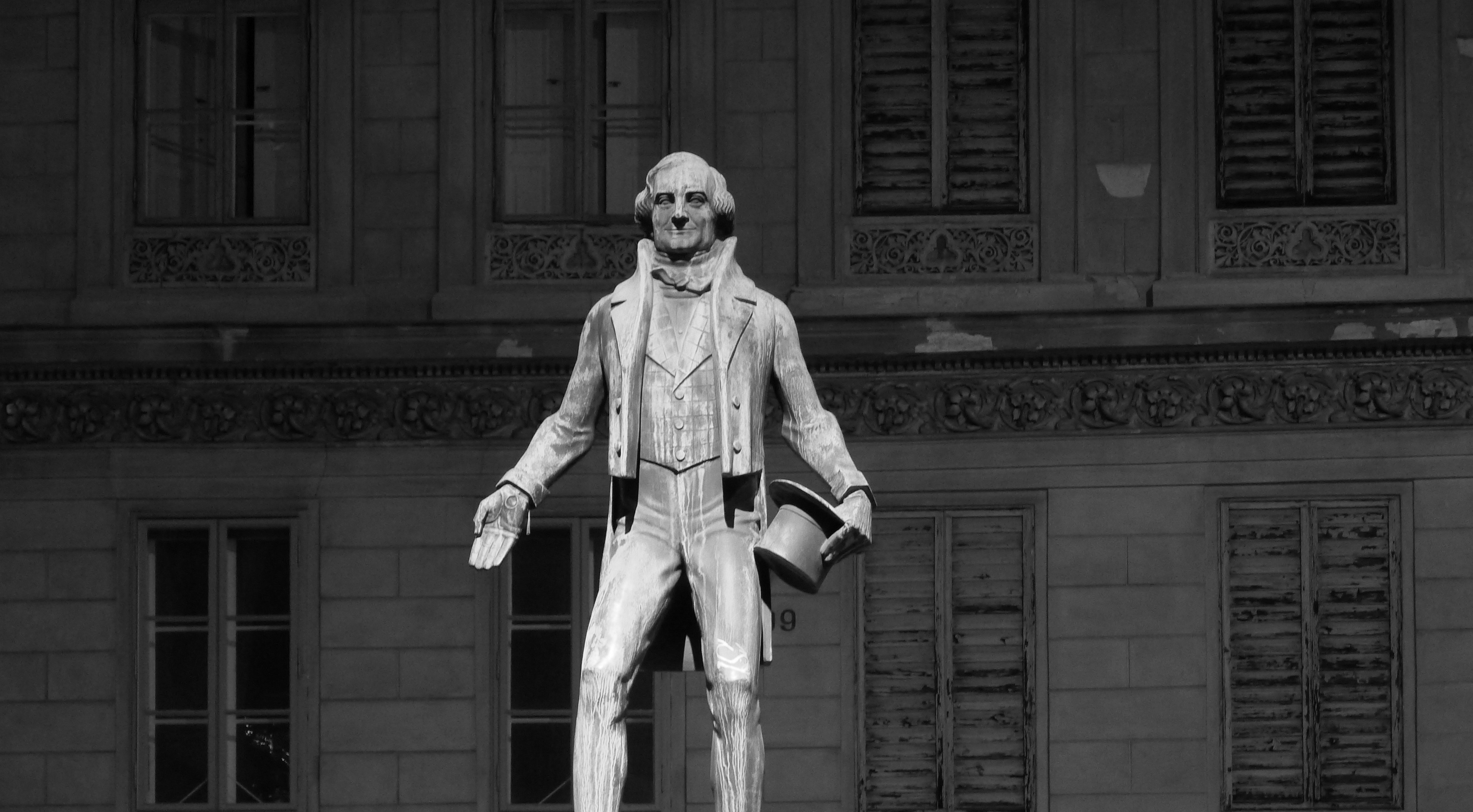
Nestroy-Denkmal in Wien

Anlässlich des 125. Geburtstag des Dichters im Jahr 1926 wurde in Wien ein Bund der Nestroyfreunde gegründet, mit dem Ziel „dem Wiener Aristophanes Johann Nestroy in seiner Vaterstadt Wien ein würdiges Denkmal zu errichten“. Dieses wurde von Oskar Thiede geschaffen, wurde vor dem Haus Praterstraße 17 an der Abzweigung der Zirkusgasse in der Leopoldstadt errichtet und konnte am 16. Juni 1929 feierlich enthüllt werden. Der Platz wurde 1932 in Nestroyplatz umbenannt. Das Denkmal zeigt Nestroy in der Rolle des Blasius Rohr in der Posse Glück, Mißbrauch und Rückkehr. Ursprünglich hätte das Denkmal vor dem Carltheater errichtet werden sollen, Nestroys zentraler Wirkungsstätte. Die überlebensgroße Bronzestatue wurde kriegsbedingt im Jahr 1942 abgebaut und entging dem Einschmelzen nur knapp. Nach dem Ende des NS-Regimes wurde das Denkmal in den Vereinigten Wiener Metallwarenfabriken in Erdberg wiedergefunden und wurde 1950 im Hof des Palais Cumberland in Penzing neu aufgestellt. Dort befand und befindet sich das Max Reinhardt Seminar.
Schon Ende der 1960er Jahre gab es Gründungsbemühungen, doch erst nach Appellen aus der Bundesrepublik Deutschland konnte die Nestroy-Gesellschaft 1973 gegründet werden. Zu ihren frühen Förderern zählten Otto Basil, Hans Weigel, Gustav Manker, Direktor des Wiener Volkstheaters und Gründungspräsident der Gesellschaft, sowie Franz H. Mautner. Auf Grund einer Intervention der Nestroy-Gesellschaft kehrte die Statue dann 1983 in die Leopoldstadt zurück. Sie wurde laut widersprechenden Quellen entweder am 2. August oder am 2. September 1983 in die Nähe ihres ursprünglichen Standorts neu aufgestellt.

## Vorstand
Ab 1990 fungierte als Präsident Heinrich Kraus (1923–2018), lange Jahre Theaterdirektor in Wien. Seine Vizepräsidenten sind Othmar Nestroy und W. Edgar Yates. Als Schriftführer wirken der Verleger Johann Lehner sowie der Schauspieler und Autor Gottfried Riedl. Dem Vorstand gehören unter anderem an die Theaterdirektoren Herbert Föttinger und Robert Meyer, der Schauspieler und Regisseur Peter Gruber, der Bibliothekar Walter Obermaier, die Germanistin Ulrike Tanzer sowie die Theaterwissenschaftler Wolfgang Greisenegger, Stefan Hulfeld und Johann Hüttner.
Eines der Gründungsmitglieder und langjähriger Vizepräsident war Jürgen Hein (1942–2014), bis 2007 Lehrstuhlinhaber für Literaturwissenschaft an der Westfälischen Wilhelms-Universität Münster.

## Tätigkeit
Die Kerntätigkeiten des Vereins bestehen
- in der alljährlichen Veranstaltung eines wissenschaftlichen Symposiums, der Internationalen Nestroy-Gespräche in Schwechat,
- der Herausgabe der wissenschaftlichen Zeitschrift Nestroyana und
- Öffentlichkeitsarbeit für Nestroy und seine Werke durch Vorträge, Vergabe von Auszeichnungen und Publikationen.

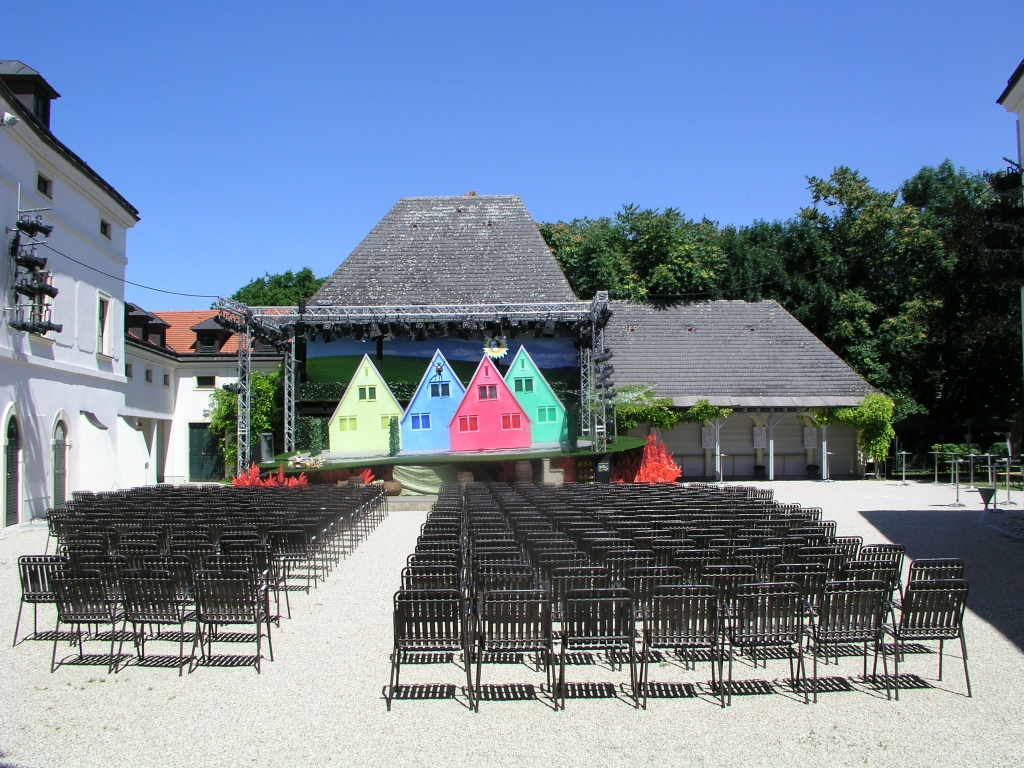
Nestroy-Spiele Schwechat

Die Gesellschaft bemüht sich um Erforschung des Wiener Volkstheaters insgesamt und pflegt engen Kontakt mit der Raimundgesellschaft. 1973 wurden die Nestroy-Spiele Schwechat gegründet, die seither alljährlich im Juli in einer Freilichtaufführung auf Schloss Rothmühle ein Stück Nestroys präsentieren. Seit Gründung der Gesellschaft besteht eine enge Zusammenarbeit mit den Nestroy-Spielen und dem Nestroy-Komitee der Stadt Schwechat, die im Südosten direkt an Wien angrenzt. Aus dem Komitee hat sich im Lauf der Jahre das Internationale Nestroy Zentrum Schwechat entwickelt. 1975 fanden die ersten Internationalen Nestroy-Gespräche statt.
Größtes Verdienst der Gesellschaft ist die Patronanz der Historisch-kritische Gesamtausgabe Nestroys, die ab 1977 in 52 Bänden publiziert wurde, und die Bereitstellung aller Stücke Nestroys kostenfrei auf der Website der Gesellschaft.

### Internationale Nestroy-Gespräche in Schwechat
Dieses wissenschaftliche Symposium steht alljährlich Germanisten, Theaterwissenschaftern, Lehrern und Theatermachern (sowohl des professionellen Betriebs, als auch von Amateuren und Liebhabern) offen. Die Teilnahme ist kostenfrei. Eingeleitet wird die Tagung mit dem Besuch der Nestroy-Spiele. Alljährlich inkludiert ist auch eine Exkursion, beispielsweise zum historischen Theater Grein.

### Historisch-kritische Gesamtausgabe
Der dichterischer Nachlass Nestroys kam 1923 in die Obhut der damaligen Wiener Stadtbibliothek, der heutigen Wienbibliothek im Rathaus, die seither das Zentrum der Nestroyforschung weltweit darstellt. Seit ihrer Gründung bemühte sich die Nestroy-Gesellschaft um eine Historisch-kritische Gesamtausgabe (HKA) der Werke Nestroys, die Otto Rommels und Fritz Brukners Edition von 1924 bis 1930 überarbeiten und ergänzen sollte. Bereits 1977 erschienen die ersten beiden Bände unter der Herausgeberschaft von Jürgen Hein und Johann Hüttner, die Briefe und Johann Nestroy im Bild, im Deuticke Verlag. Im Jahr 1992 wurden W. Edgar Yates und Walter Obermaier zusätzlich in das Herausgeber-Team aufgenommen. Insgesamt umfasst das Projekt 52 Bände und konnte zu Nestroys 200. Geburtstag im Jahre 2001 abgeschlossen werden.

### Nestroyana

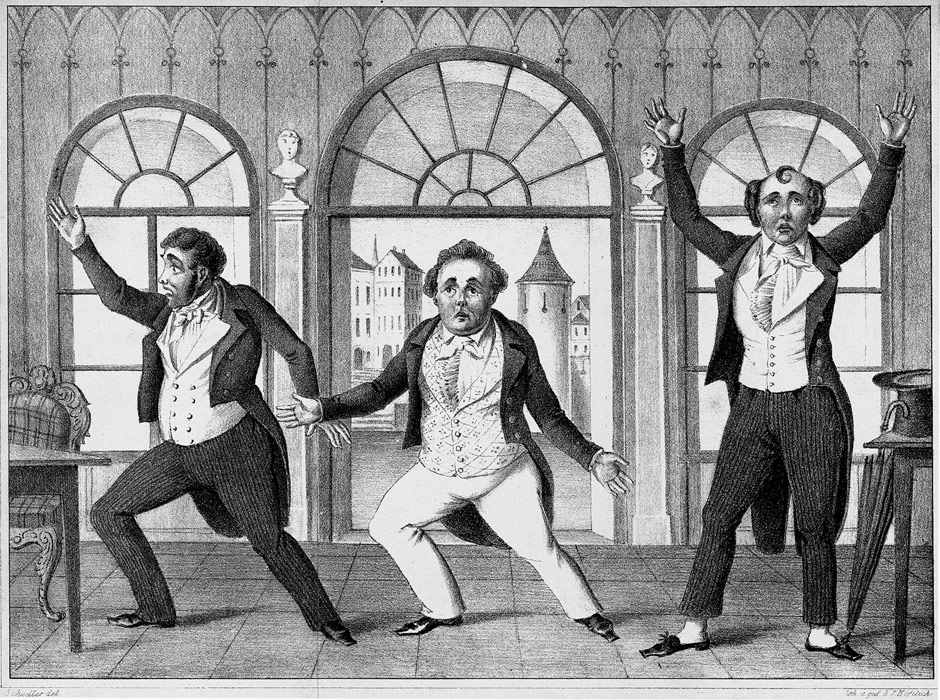
Unverhofft, Posse mit Gesang, 1849

Die Zeitschrift Nestroyana trägt den Untertitel Blätter der Internationalen Nestroy-Gesellschaft und dient somit als offizielle Publikation der Institution. Sie erscheint halbjährlich, ihr Bezug ist im Mitgliedsbeitrag beinhaltet. Die Nestroyana erscheinen im Verlag Lehner, dessen der Publikationsreihen Quodlibet und Bilder aus einem Theaterleben weitere Beiträge zur Person und zum Werk Nestroys beinhalten. In Quodlibet wurde Nestroys „Reserve“ erstmals ediert und ein Führer durch seine Stücke publiziert. W. Edgar Yates und Ulrike Tanzer waren lange Schriftleiter der Nestroyana.

### Wiener Vorlesungen
Die renommierten Wiener Vorlesungen im Wiener Rathaus präsentierten in Zusammenarbeit mit der Nestroy-Gesellschaft vier Symposien:
- 1992: Vom schaffenden zum edierten Nestroy
- 1994: Der unbekannte Nestroy: Editorisches, Biographisches, Interpretatorisches
- 1997: ,Bei die Zeitverhältnisse noch solche Privatverhältnisse‘: Nestroys Alltag und dessen Dokumentation
- 2000: Hinter den Kulissen von Vor- und Nachmärz: Soziale Umbrüche und Theaterkultur bei Nestroy

### Auszeichnungen
Von 1976 bis 1999 wurde von der Stadt Wien der Johann-Nestroy-Ring verliehen. Das Vorschlagsrecht für die Preisträger lag bei der Nestroy-Gesellschaft. Im Jahr 2000 wurde – an Stelle von Nestroy-Ring und Kainz-Medaille – der Nestroy-Theaterpreis ins Leben gerufen.
Seit 2005 wird in Zusammenarbeit mit der Stadt Bad Ischl der neue Johann-Nestroy-Ring verliehen. Zu den bisherigen Preisträgern zählen bekannte Nestroy-Darsteller wie Erni Mangold, Nicholas Ofczarek und Erwin Steinhauer aber auch der Kabarettist Michael Niavarani, der Schriftsteller Peter Turrini und der Direktor des Theaters in der Josefstadt, Herbert Föttinger.
In Eigenregie verleiht die Gesellschaft die Johann-Nestroy-Ehrenmedaille an namhafte Nestroy-Darsteller und Regisseure. Zu den Empfängern der Medaille zählen Elfriede Ott, Fritz Muliar, Herbert Lederer, im Jahr 2007 Otto Tausig, 2008 Heinrich Schweiger und 2010 Conny Hannes Meyer.